# Retorno a Brideshead
Para la serie de televisión véase Retorno a Brideshead (serie de TV)
Para la película véase Brideshead Revisited (película)
Brideshead Revisited, the Sacred and Profane Memories of Capt. Charles Ryder (Retorno a Brideshead, memorias sagradas y profanas del capitán Charles Ryder) es una novela de Evelyn Waugh, editada por primera vez en 1945. En palabras de Waugh, la novela "trata de lo que la teología llama «la intervención de la gracia divina», es decir, el acto de amor unilateral e inmerecido por el que Dios llama continuamente las almas hacia Sí". El medio de transmisión de este mensaje es el estudio de la aristocrática familia Flyte desde el punto de vista del narrador, Charles Ryder. La revista Time incluye a Brideshead Revisited en su lista de las 100 mejores novelas escritas en inglés desde 1923. En varias cartas, Waugh la describió más de una vez como su "magnum opus"; no obstante, en 1950 escribió a Graham Greene: "He releído Brideshead Revisited y estoy horrorizado". En Fathers and Sons (2004), la biografía de cinco generaciones de la familia Waugh, Alexander Waugh (hijo de Auberon y nieto de Evelyn) cita el prefacio de Evelyn a la edición revisada en 1960 de la obra. En el prefacio, Evelyn explica las circunstancias en que escribió la novela, en los 6 meses entre diciembre de 1944 y junio de 1945, tras un accidente de paracaídas sin consecuencias. Su tono es algo desdeñoso; en sus palabras, "Era una época de privación presente y amenaza de desastre; la época de las alubias de soja y el inglés Básico; por eso el libro está imbuido de una cierta gula por la comida y el vino, los esplendores del pasado reciente y un lenguaje retórico y ornamental que ahora, con el estómago lleno, me parecen desagradables". Brideshead Revisited cobró gran fama ante el público moderno como resultado de la serie televisiva producida en 1981 por Granada Televisión para la cadena británica ITV.

## Resumen del argumento
Tras conocerse casualmente en circunstancias desagradables, el protagonista y narrador Charles Ryder, estudiante de un colegio no identificado de la Universidad de Oxford (aunque ciertos críticos han sugerido que Waugh usó Hertford College como modelo y, en la serie de televisión, Charles Ryder lleva una corbata de St Edmund Hall) hace amistad con Lord Sebastian Flyte, benjamín de una familia aristocrática que estudia su primer año en Christ Church. Sebastian lleva a Charles al palacio donde vive su familia, Brideshead Castle, en Wiltshire, donde aquel conoce con el tiempo al resto de la familia, incluida la hermana de Sebastian, Lady Julia Flyte. Durante las siguientes vacaciones Charles vuelve a la casa de su padre, Ned (Edward). Las escenas entre ambos son de las más conocidas situaciones cómicas de la novela. Durante esas vacaciones, Sebastian llama a Charles desde Brideshead tras romperse un hueso del tobillo. Sebastian y Charles pasan el resto del verano juntos. La familia de Sebastian es católica y la religión suele figurar en sus conversaciones, ejerciendo influencia en sus vidas, lo que sorprende a Charles, que siempre había supuesto que el cristianismo "carecía de sustancia o mérito". Sebastian, que sufre de problemas emocionales, comienza a darse a la bebida y pronto hace de ella un hábito, alejándose de su familia en los dos años siguientes y causando con ello el distanciamiento del mismo Charles. No obstante, Charles volverá a encontrarse con la familia Flyte años después, comenzando una relación con Julia, que para entonces se ha casado con Rex Motram, un rico pero vulgar empresario canadiense del que vive separada. Charles planea divorciarse de su propia mujer (que le había sido infiel) para casarse con Julia. Sin embargo, un comentario del hermano de esta y el retorno a la fe de su padre en su lecho de muerte persuaden a Julia de que no puede seguir viviendo en pecado, por lo que renuncia a casarse con Charles. La recepción del sacramento de la Extremaunción por Lord Marchmain también influye a Charles, que había "buscado el amor en aquellos días", cuando conoció a Sebastian, "esa puerta en el muro... que abriría un jardín cerrado y encantado", metáfora que da forma a la obra en varios niveles. Waugh deseaba que el libro versara sobre "la intervención de la gracia divina sobre un grupo de personajes diversos pero estrechamente relacionados". Durante la Segunda Guerra Mundial, Ryder, para entonces oficial del ejército tras hacerse un nombre como artista arquitectónico, recibe destino en Brideshead, el antiguo centro de sus afectos. La obra termina con una nota de esperanza; quizá el esfuerzo de los constructores no haya sido en vano, aunque parezca, por el momento, haberse frustrado.

## La inspiración de Waugh
La familia Flyte de la ficción, según la escritora Paula Byrne en su Mad world. Evelyn Waugh and the secrets of Brideshead, corresponde a los Lygon de Madresfield, una familia de poderosos terratenientes que acogió al joven estudiante Waugh, amigo y amante de uno de sus miembros, Hugh Lygon, segundo hijo del conde de Beauchamp. Ambos se conocieron y enamoraron en Oxford, donde anduvieron frecuentemente borrachos. Si bien Evelyn ocultó su homosexualidad y se convirtió al catolicismo, Hugh, incapaz de asumirla, se entregó al alcohol hasta morir prematuramente años más tarde. Fascinado por esa historia, Waugh construyó con él el personaje de Sebastian. Ambos compartieron algunas temporadas en el castillo de Madresfield, que en la ficción corresponde al Brideshead del libro, con su propia estación de tren, y allí conoció a las hermanas de Hugh, que inspiraron uno de los capítulos de la segunda obra de Waugh, Vile Bodies (1930). Cuando Waugh recaló en Madresfield, Lord Lygon, el séptimo conde de Beauchamp, vivía exiliado en el extranjero, al igual que su réplica en la ficción de Brideshead, detestado por la buena sociedad a causa de su debilidad por los criados guapos, de la cual se enteró el propio rey. Abandonó el país con la intención de suicidarse, lo que sus hijos impidieron vigilándolo asiduamente.